# 维塔·梅林
《梅林傳》（Vita Merlini，直譯為：梅林的生平，The Life of Merlin）是蒙茅斯的傑佛瑞于1150年所著作的一部威爾斯傳奇敘事詩，主要講述梅林在戰場上發狂而成為林中野人的故事。雖然傑佛瑞在詩中聲稱其主角梅林與《不列颠诸王史》中的梅林為同一人，但兩者間存在著許多差異，故學界普遍認為傑佛瑞的梅林來自兩個傳統。《梅林傳》中所描繪的是梅林·加勒多尼亞斯（Merlinus Calidonius）；《不列顛君王史》中，以及一般人較為熟知的魔法師梅林為梅林·希爾維斯特（Merlinus Silvester）。
書中除了講述梅林的傳說外，還初次的描寫出了亞瑟王傳奇中的女巫摩根勒菲與阿瓦隆九位姐妹的名字。
傑佛瑞在本作之前另外兩部關於梅林的作品分別為《梅林預言集》和《不列顛諸王史》。近代學者普遍認為傑佛瑞為梅林的創作者，而這三部關於梅林的著作也奠定了梅林在亞瑟王傳奇中的地位。